# Прудник (річка)
Пру́дник — річка в Україні, у межах Ківерцівського та Рожищенського районів Волинської області. Права притока Стиру (басейн Прип'яті).

## Опис
Довжина 27 км, площа басейну 140 км². Долина маловиразна. Заплава симетрична, завширшки до 1 км. Річище майже на всій протяжності розширене (до 8 м). Похил річки 0,73 м/км. У верхів'ї річка сполучена каналами з річкою Конопелькою.

## Розташування
Прудник бере початок біля села Вишнів. Тече переважно на північний захід, у пригирловій частині — на північ. Впадає до Стиру біля північно-західної околиці смт Дубище.